# Brauvilliers
Brauvilliers é uma comuna francesa na região administrativa de Grande Leste, no departamento de Meuse. Estende-se por uma área de 9,26 km². Em 2010 a comuna tinha 176 habitantes (densidade: 19 hab./km²).